# Coroa da Imortalidade

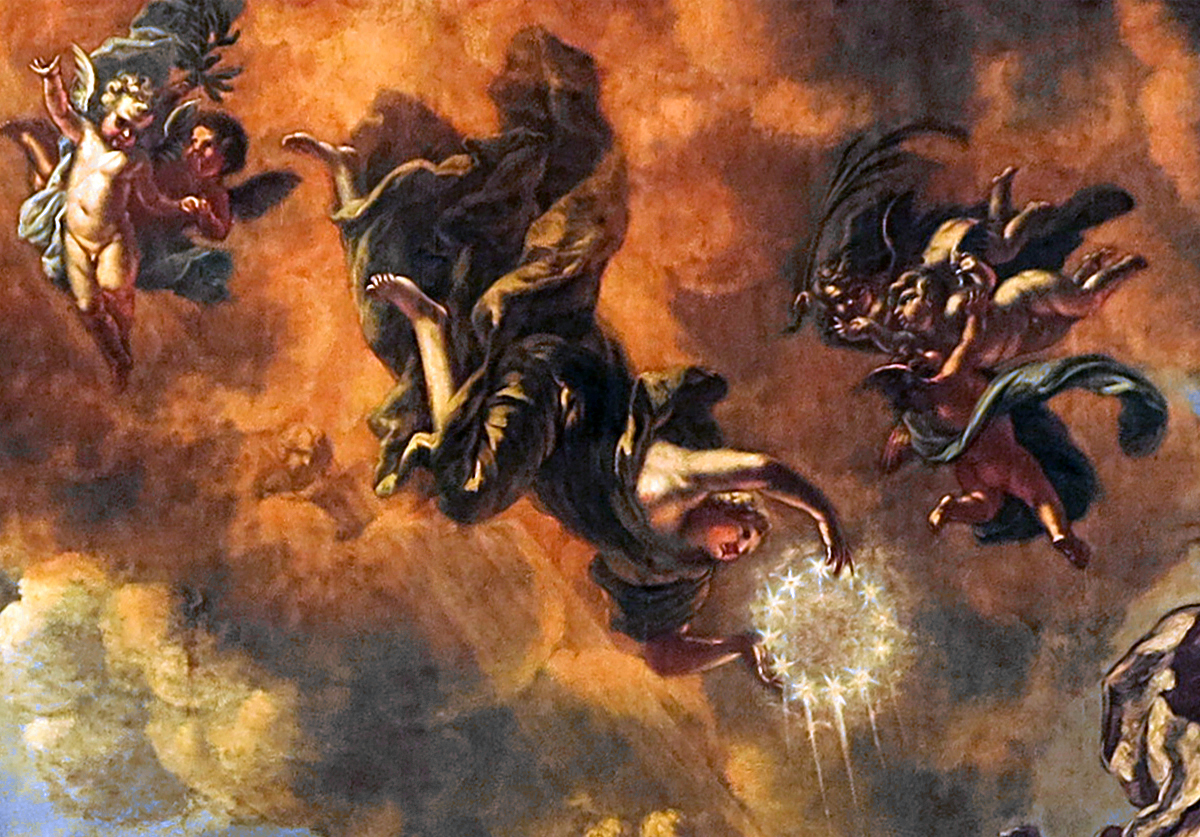
A Coroa da Imortalidade, realizada pela figura alegórica Eterna (Eternidade) no afresco da Casa dos Cavaleiros sueco por David Klöcker Ehrenstrahl

A coroa de imortalidade é uma obra literária e religiosa metafórica tradicionalmente representada na arte pela primeira vez como uma coroa de louros e mais tarde como um simbólico circular de estrelas (muitas vezes uma coroa, tiara, auréola ou aureola). A coroa aparece em várias obras de arte iconográficas e alegóricas barrocas para indicar a imortalidade do usuário.

## Coroas de grinalda

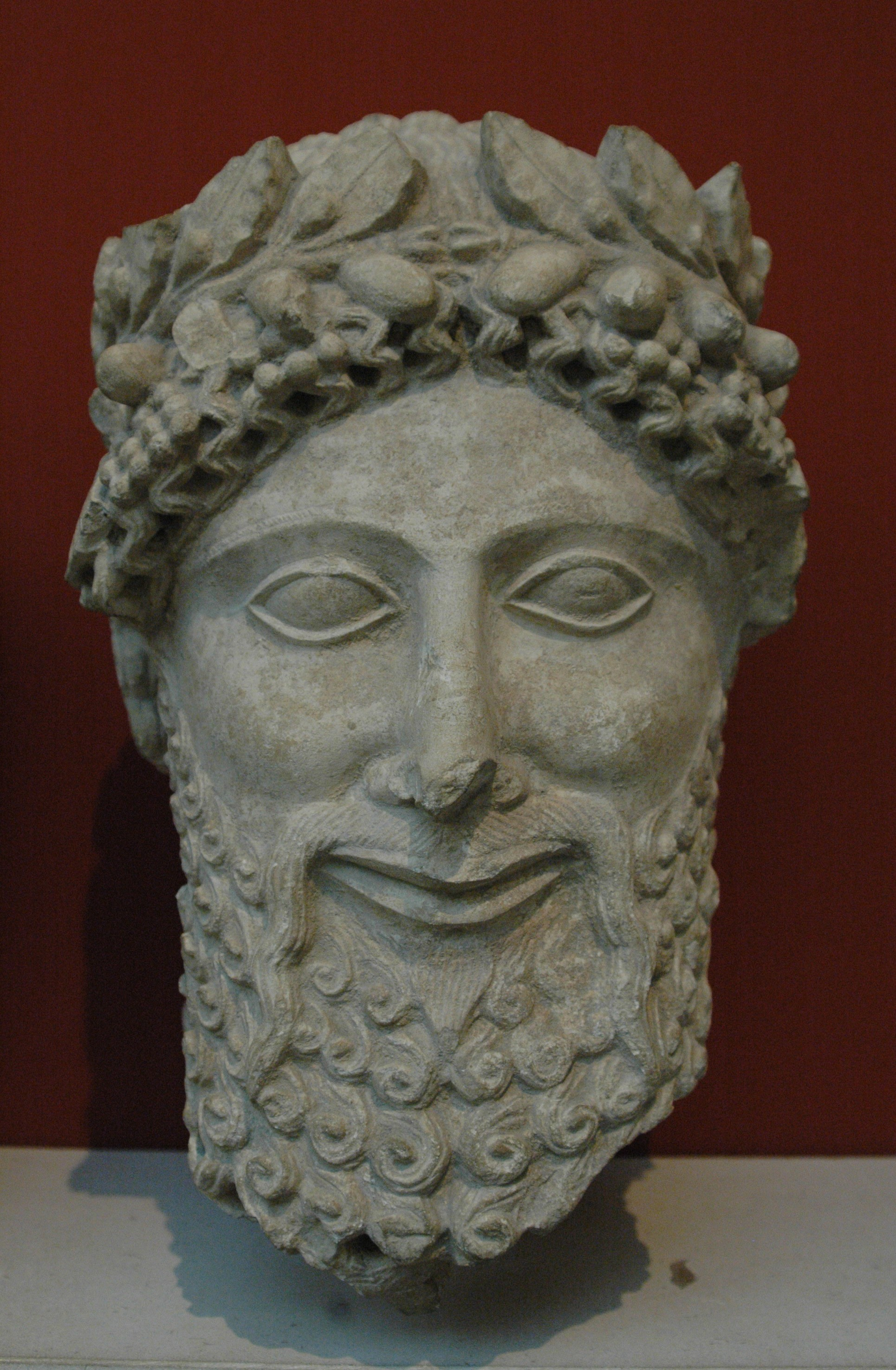
Adorador envolto de Apolo, de Chipre, 475-450 a.C.

No Egito antigo, a coroa da justificação era uma coroa colocada no falecido para representar a vitória sobre a morte na vida após a morte, emulação do deus ressurreto Osíris. Foi feito de vários materiais, incluindo louro, palmeira, penas, papiro, rosas ou metais preciosos, com numerosos exemplos representados nos retratos de múmias de Faium do período imperial romano.
Na Grécia antiga, uma coroa de louros ou azeitonas era concedida a atletas vitoriosos e depois a poetas. Entre os romanos, os generais que celebravam um triunfo formal usavam uma coroa de louros, uma honra que durante o Império foi restrita à família imperial. A colocação da coroa era frequentemente chamada de "coroação", e sua relação com a imortalidade era problemática; era para garantir a imortalidade do usuário na forma de fama duradoura, mas o triunfator também era lembrado de seu lugar no mundo mortal: nos quadros tradicionais, um escravo acompanhante sussurrava continuamente no ouvido do general Memento mori : "Lembre-se de que você é mortal". Grinaldas funerárias de folha de ouro foram associadas particularmente a iniciados nas religiões misteriosas.

Desde a era cristã primitiva, a frase "coroa da imortalidade" era amplamente usada pelos Pais da Igreja ao escrever sobre mártires; a imortalidade era agora de reputação na terra e de vida eterna no céu. O atributo visual usual de um mártir na arte era uma folha de palmeira, não uma coroa de flores. A frase pode ter se originado em referências das escrituras, ou de incidentes como este relatados por Eusébio (Bk V da História) descrevendo a perseguição em Lyon em 177, na qual ele se refere a coroas literais, e também traz um material esportivo. metáfora da "coroa do vencedor" no final: 
 "Desde então, seus martírios abraçaram a morte em todas as suas formas. De flores de todas as formas e cores, teceram uma coroa para oferecer ao Pai; e, portanto, era apropriado que os valentes campeões enfrentassem um conflito em constante mudança, e tendo triunfado gloriosamente ganhasse a poderosa coroa da imortalidade. Maturus, Sanctus, Blandina e Attalus foram levados para o anfiteatro para enfrentar os animais selvagens e fornecer provas abertas da desumanidade dos pagãos, o dia de lutar contra animais selvagens sendo propositalmente arranjados para o nosso povo. Lá, diante dos olhos de todos, Maturus e Sanctus foram novamente submetidos a toda a série de punições, como se não tivessem sofrido nada antes, ou melhor, como se já tivessem derrotado seu oponente na luta após luta e agora estavam lutando por a coroa do vencedor." 
 O primeiro uso parece ser o atribuído ao mártir Inácio de Antioquia em 107.

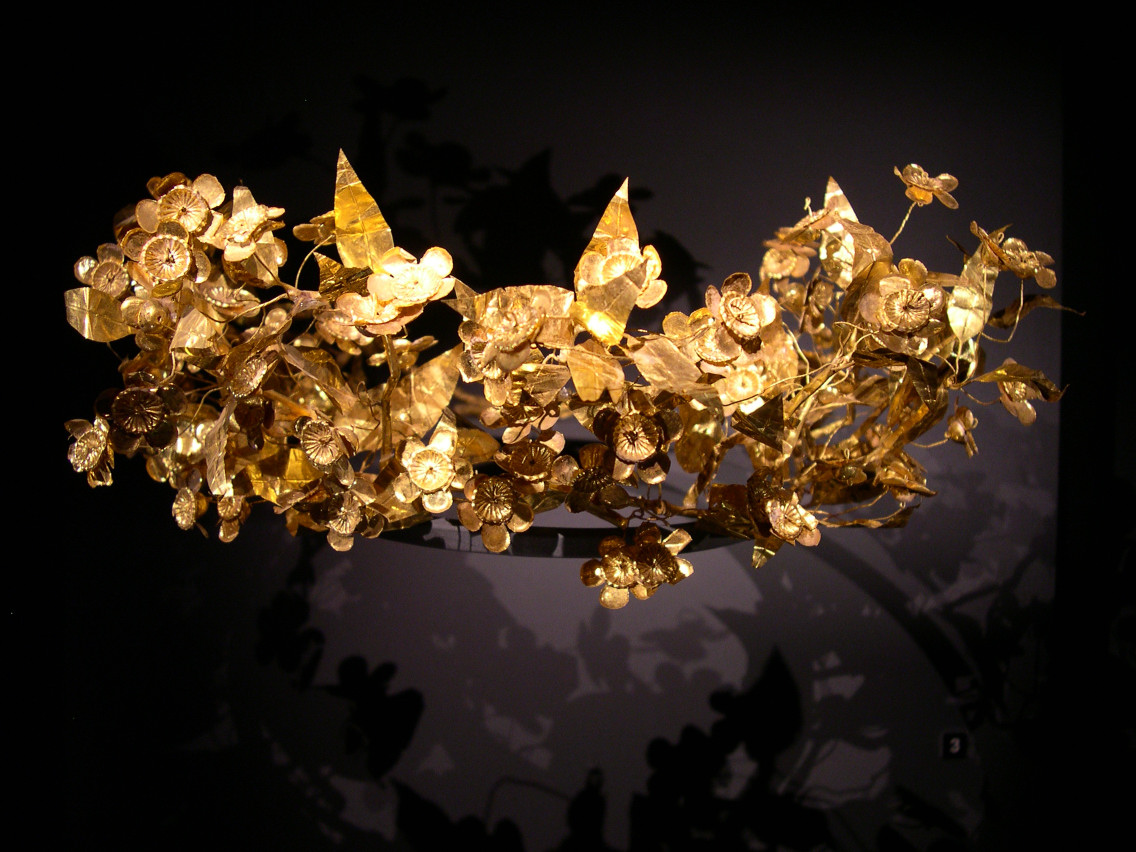
Coroa de ouro da Macedônia antiga
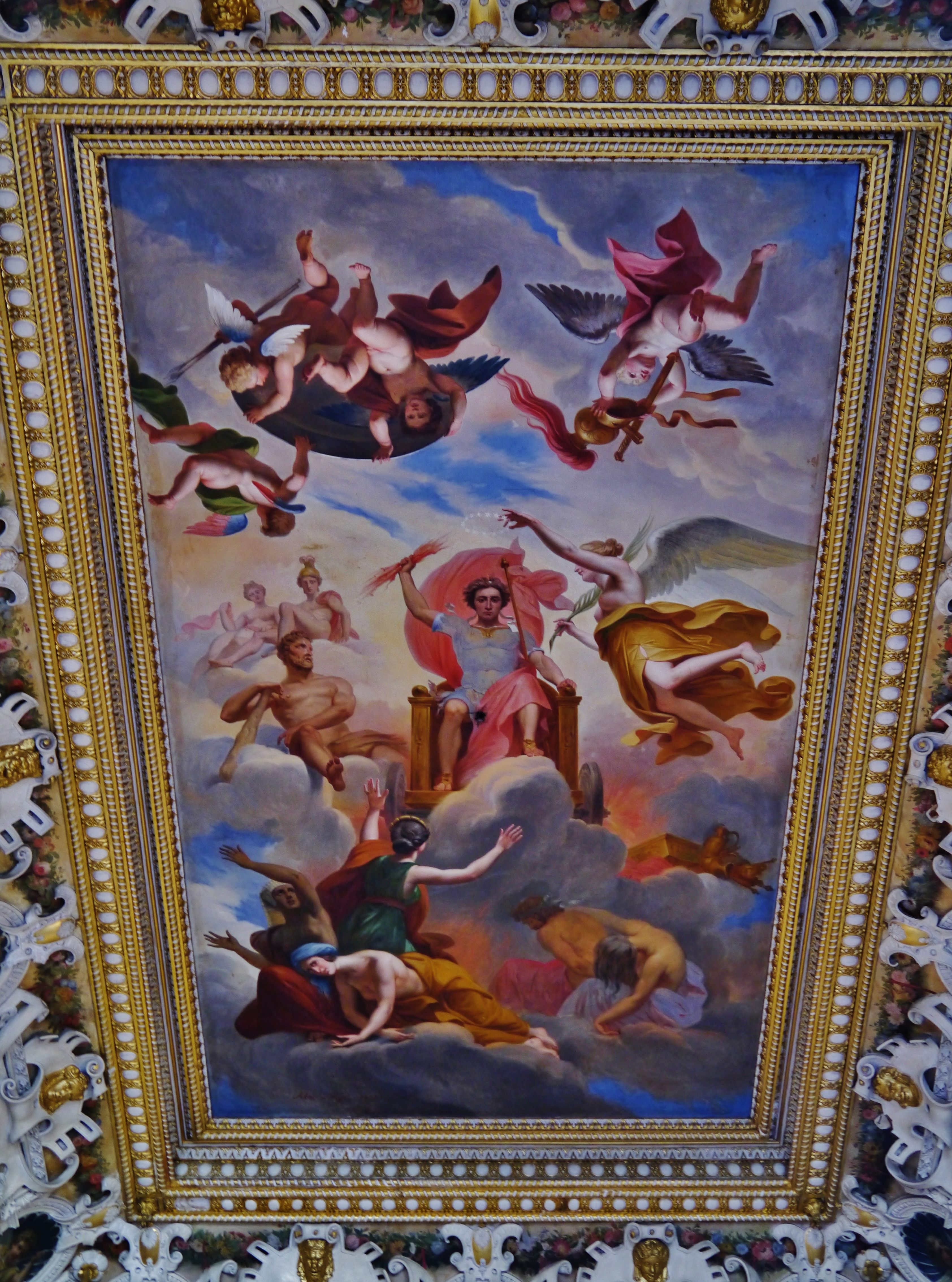
Fontainbleau
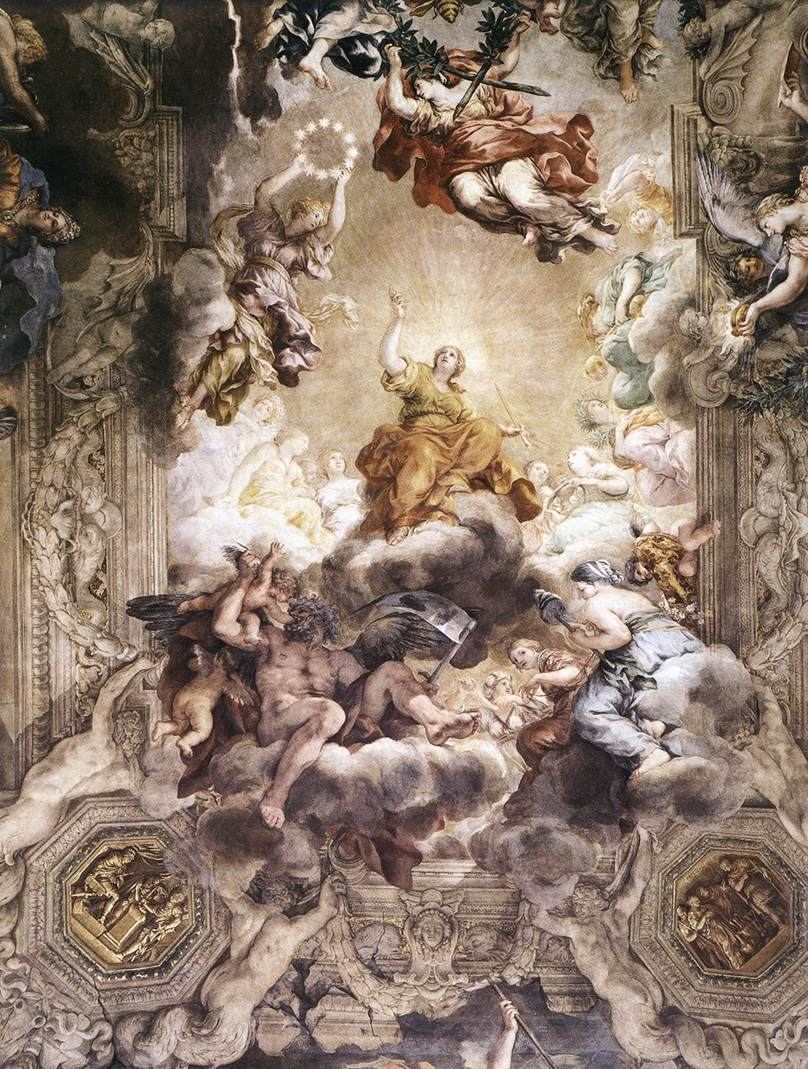
Alegoria da Divina Providência e Poder Barberini, de Pietro da Cortona (1633-1639)

### Grinalda do advento

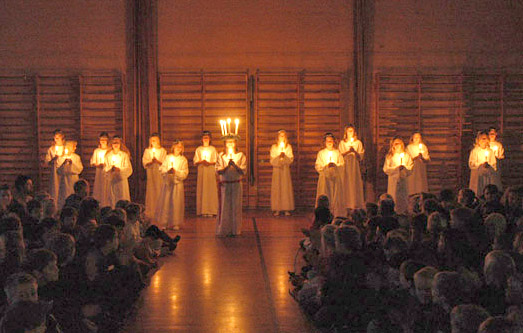
Meninas dinamarquesas coroadas por velas em uma procissão de Lucia, 2001

Uma coroa do advento é um anel de velas, geralmente feito com estacas sempre verdes e usado para devoção doméstica por alguns cristãos durante a época do advento. No dia de Santa Lúcia, 13 de dezembro, é comum usar coroas de velas na Suécia, Dinamarca, Noruega, Finlândia, Itália, Bósnia, Islândia e Croácia.
Antes da reforma do calendário gregoriano no século XVI, o dia de Santa Lúcia caiu no solstício de inverno. A representação de Santa Lúcia parece derivar da deusa romana Lucina, que está conectada ao solstício.

## Coroa do martírio

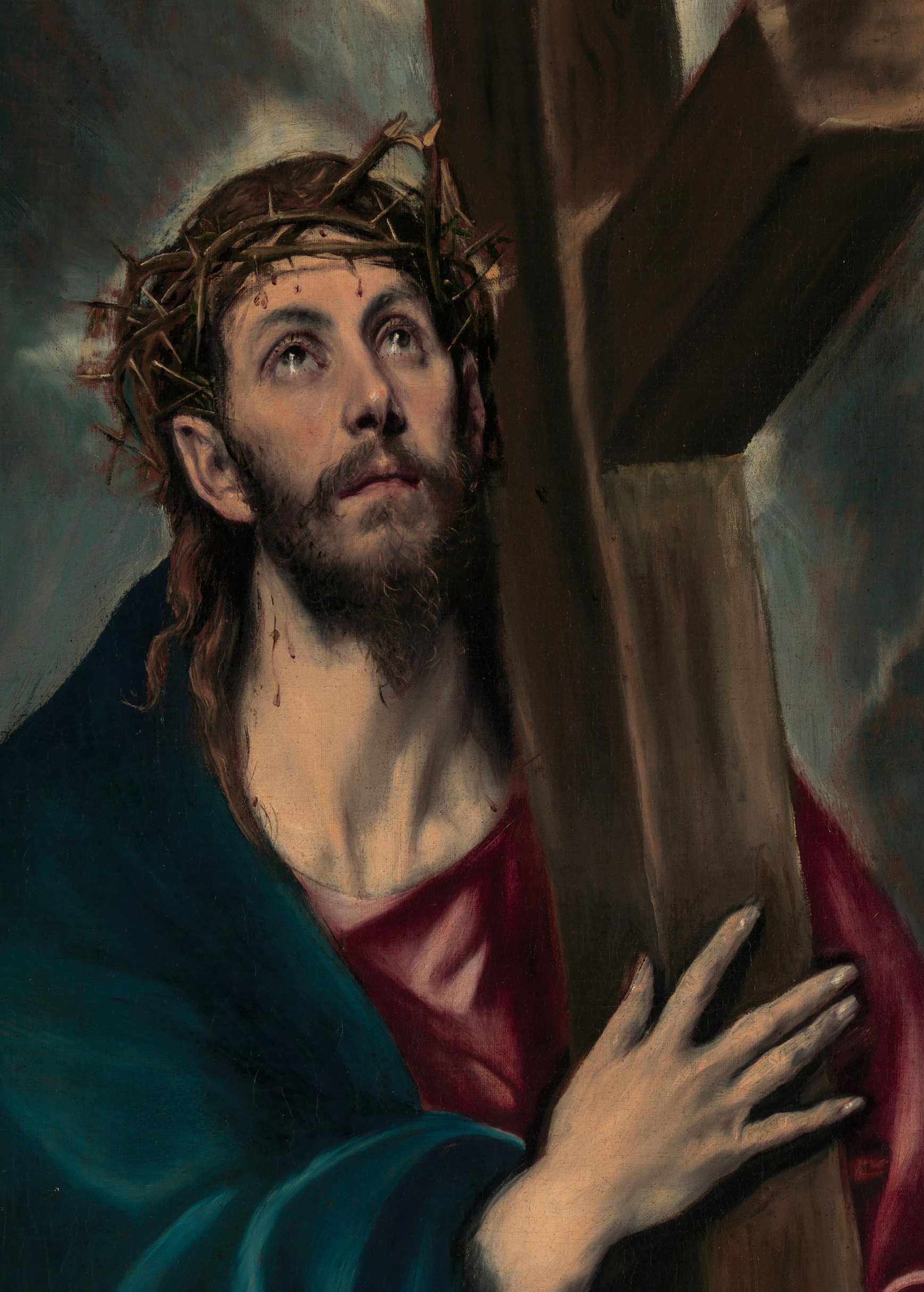
Detalhe de Cristo carregando a cruz, Jesus com coroa de espinhos de El Greco, 1580

Os mártires costumam ser idealizados como combatentes, com o espetáculo da arena transposto para a luta do mártir com Satanás. Inácio de Antioquia, condenado a combater feras no ano 107, "pediu a seus amigos para não tentar salvá-lo e, assim, roubá-lo da coroa da imortalidade". Em 155, Policarpo, bispo cristão de Esmirna, foi esfaqueado após uma tentativa fracassada de queimá-lo na fogueira. Dizem que ele foi "coroado com a coroa da imortalidade… tendo pacientemente vencido o governador injusto e, assim, adquirido a coroa da imortalidade". Eusébio usa imagens semelhantes para falar de Blandina, martirizada na arena de Lyon em 177:
Uma mulher pequena, fraca e desprezada, que colocara Cristo, o grande campeão invencível, e luta após luta derrotara seu adversário e, através do conflito, conquistara a coroa da imortalidade.. O emblema dos mártires cristãos, a coroa ou coroa da imortalidade, é uma recompensa para aqueles que permaneceram fiéis até a morte. (1 Coríntios 9,24-27, Thiago 1,12, e Apocalipse 2,10)

## Coroa de estrelas
A coroa de estrelas, representando a imortalidade, pode derivar da história de Ariadne, especialmente como contada por Ovídio, na qual a infeliz Ariadne se transforma em uma constelação de estrelas, a Corona Borealis (Coroa do Norte), modelada em uma coroa de jóias ela usava, e assim se tornou imortal. Em Baco e Ariadne, de Ticiano (1520-1523, Galeria Nacional, Londres), a constelação é mostrada acima da cabeça de Ariadne como um círculo de oito estrelas (embora Ovídio especifique nove), muito semelhante ao que se tornaria a representação padrão do motivo. Embora a coroa tenha sido provavelmente representada na arte clássica e seja descrita em várias fontes literárias, nenhuma representação visual clássica sobreviveu. Portanto, Ticiano parece ser a representação mais antiga a sobreviver, e também foi nesse período que ilustrações em gravuras do Apocalipse de artistas como Dürer e Jean Duvet estavam recebendo uma circulação muito ampla.
Em Ariadne, Vênus e Baco, de Tintoretto (1576, Palácio Ducal, Veneza), uma Vênus voadora coroa Ariadne com um círculo de estrelas, e existem muitas composições semelhantes, como o teto do Salão Egípcio da Boughton House de 1695.

## Desenvolvimento alegórico
O primeiro uso da coroa de estrelas como uma coroa alegórica da imortalidade pode ser o afresco do teto, Alegoria da Divina Providência e Poder Barberini (1633-1639), no Palazzo Barberini, em Roma, por Pietro da Cortona. Aqui, uma figura identificada como Imortalidade está voando, com sua coroa de estrelas estendida à sua frente, perto do centro do grande teto. Segundo as primeiras descrições, ela está prestes a coroar os emblemas de Barberini, representando o papa Urbano VIII, que também era poeta. A imortalidade parece ter sido uma preocupação de Urbano; seu monumento fúnebre de Bernini na Basílica de São Pedro em Roma tem a Morte como um esqueleto em tamanho natural, escrevendo seu nome em um pergaminho.
Dois exemplos adicionais da Coroa da Imortalidade podem ser encontrados na Suécia, primeiro no afresco do teto do grande salão da Casa dos Cavaleiros da Suécia por David Klöcker Ehrenstrahl (entre 1670 e 1675), que mostra muitas figuras alegóricas Eterna (eternidade) ela entrega a coroa da imortalidade. O segundo fica no Palácio Drottningholm, a casa da Família Real Sueca, em um afresco no teto chamado Os Grandes feitos dos Reis Suecos, pintado em 1695 por David Klöcker Ehrenstrahl. Este tem o mesmo motivo que o afresco na Casa dos Cavaleiros mencionado acima. O afresco de Drottningholm foi exibido no 1000º selo por Czesław Słania, o selo polonês e o gravador de notas.
A coroa também foi pintado pelo francês neoclássico pintor Louis-Jean-François Lagrenée, 1725-1805, em sua alegoria sobre a morte do Dauphin, onde a coroa foi realizada por um jovem filho que teve pré-falecido pai (títulos alternativos mencionar especificamente a coroa da imortalidade).

## Poemas, textos e redação
- Edward Grim escreveu sobre Thomas Becket, arcebispo da Cantuária, assassinado em 29 de dezembro de 1170 como a pessoa "… prometida por Deus para ser a próxima a receber a coroa da imortalidade…".[21]
- O prefácio do poema de Percy Bysshe Shelley, de 1818, The Revolt of Islam, contém: "Se o público julgar que minha composição é inútil, de fato vou me curvar diante do tribunal do qual Milton recebeu sua coroa de imortalidade…".[22]
- As escrituras dos santos dos últimos dias, Doutrina e Convênios 81:6, contêm: "E se você for fiel até o fim, terá uma coroa de imortalidade e vida eterna nas mansões que preparei na casa de meu Pai".[23]